# Eutelia discitriga
Eutelia discitriga là một loài bướm đêm trong họ Noctuidae.